# Asa Hutchinson
William Asa Hutchinson (Bentonville, 3 dicembre 1950) è un politico statunitense, governatore dell'Arkansas dal 2015 al 2023.

## Biografia
Nato e cresciuto a Bentonville, nel 1972 si laurea presso la Bob Jones University, nella Carolina del Sud, e nel 1975 presso la University of Arkansas School of Law, da cui in seguito praticherà legge per 21 anni, gestendo più di 100 procedimenti giudiziari.
Nel 1982 viene nominato dall'allora presidente degli Stati Uniti Ronald Reagan per il distretto occidentale degli Stati Uniti dell'Arkansas.
Nel 2006 annuncia la sua candidatura a governatore dell'Arkansas. All'inizio si sarebbe dovuto scontrare alle primarie repubblicane con il vicegovernatore in carica Winthrop Paul Rockefeller, maggiormente favorito nei sondaggi pre-elettorali, ma a seguito del ritiro e della seguente morte di quest'ultimo, Hutchinson vinse le primarie. Alle elezioni generali viene sconfitto dal candidato democratico Mike Beebe. Decise di ricandidarsi nel 2014; questa volta vinse prevalendo contro il candidato democratico Mike Ross. Entrò ufficialmente in carica il 13 gennaio 2015. Nel 2018 viene riconfermato governatore per un secondo mandato.
Nell'aprile 2023 ha annunciato la sua candidatura alle primarie repubblicane per ottenere la nomina a presidente. Durante la campagna è emerso come uno dei più feroci critici dell'ex presidente Donald Trump ed è considerato un repubblicano dal profilo moderato. Hutchinson si ritira dalle primarie il 16 gennaio 2024.